# Белая эмиграция в Движении Сопротивления
Большинство эмигрантов все годы между двумя мировыми войнами жили с мыслью, что им ещё придётся с оружием в руках бороться с большевиками. Понимая, что самим с советской властью им не справиться, и помня, как англичане и французы предали Белое движение в годы Гражданской войны, эмиграция строила планы в расчёте на «возрождающуюся» после Версаля Германию. Только небольшая часть эмиграции (1-1,5 %) с началом Великой Отечественной войны включилась в движение Сопротивления во Франции на стороне коммунистов. Это были прежде всего дети белых эмигрантов, попавшие под влияние левых идей.
Наиболее активными были: А. А. Скрябина, З. А. Шаховская, И. И. Троян, Борис Вильде, В. А. Оболенская, И. А. Кривошеин, А. Н. Левицкий, Г. Газданов, А. Б. Катлама,   А. А. Беннигсен, Г. Л. Рошко,  Н. Н. Роллер.
Научные сотрудники Музея человека в Париже Борис Вильде и Анатолий Левицкий организовали в подвале музея типографию, которая в конце 1940 года выпустила первый номер листовки, озаглавленной словом «Сопротивляться!», давшей название всему патриотическому движению во Франции. В конце 1941 года они были арестованы, и в феврале 1942 года Вильде, Левицкий и ещё пять человек этой подпольной группы были расстреляны у стены форта Мон-Валерьен.
Также из семьи эмигрантов бывшая подданная Российской империи Анна Марли (урождённая Анна Юрьевна Бетулинская), автор «Песни партизан», ставшей неофициальным гимном Французского Сопротивления во время Второй мировой войны. «Песня партизан» достигла такой популярности, что по окончании войны её предлагали сделать национальным гимном Франции.
3 октября 1943 года начал деятельность «Союз русских патриотов». Один из его лидеров, Александр Угримов, руководил Дурданской группой Сопротивления, которая действовала на протяжении 1941—1944 годов и приняла вооружённое участие в освобождении города.